# Россия (блок)
Блок «Россия» — крымский избирательный блок партий, в который входили Республиканская партия Крыма и Народная партия Крыма. Лидером объединения являлся Юрий Мешков, который одержал победу на президентских выборах в Крыму. После победы блока «Россия» на выборах в парламент полуострова произошёл раскол в результате чего объединение перестало существовать.

## История
Информация о создании блока «Россия» появилась в 1993 году. В состав блока вошли Республиканская партия Крыма (лидер — Юрий Мешков) и Народная партия Крыма (лидер — Виктор Межак, основатель — Владимир Клычников). В состав координационного совета блока вошли: Мешков, Кизилов, Мордашов, Цеков — от «республиканцев» и Азаров, Межак, Клычников, Савченко — от Народной партии. Координационный совет возглавил Владимир Клычников.
В январе 1994 года на первых и единственных выборах Президента Крыма блок возглавил Юрий Мешков. Избирательную кампанию вёл Сергей Цеков. На президентских выборах Мешков одержал победу во втором туре, получив 72 % голосов избирателей.
Весной 1994 года на парламентских выборах блок «Россия» получил абсолютное большинство мандатов в Верховном Совете Крыма.
Во время президентских и парламентских выборов блок «Россия» обещал предоставить независимость от Украины Республике Крым, заключение военного союза с Россией, российское гражданство для жителей Крыма и введение на полуострове рублёвой зоны.
Сразу после окончания парламентских выборов в блоке «Россия» произошёл раскол. Мешков, сформировавший после своей победы правительство из московских политиков и экономистов во главе с вице-премьером Евгением Сабуровым, предложил депутатам утвердить их в качестве нового правительства. Против выступили ряд депутатов во главе с Председателем Верховного Совета Крыма Сергеем Цековым, которые считали, что данные кресла должны занять депутаты победившего блока «Россия». 10 депутатов, среди которых были Клычников, Кизилов, Савченко, Мордашев, вышли из блока «Россия» и создали блок «Республика», заявив, что они добиваются независимости полуострова, а не присоединения к России.